# Konstytucja Australii

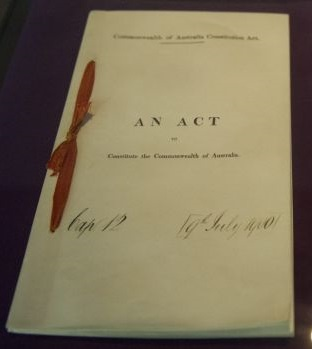
Konstytucja Związku Australijskiego, 1900, Wielka Brytania

Konstytucja Australii – konstytucja Związku Australijskiego, akt prawny sytuujący się najwyżej w hierarchii źródeł prawa w Australii. Choć stanowi część prawa federalnego, jej postanowienia mają istotny wpływ również na prawo wszystkich stanów Australii, a także wyznaczają granice między zakresami obowiązywania prawa federalnego i stanowego.

## Historia
Tekst konstytucji został wypracowany w latach 90. XIX wieku w toku negocjacji między sześcioma ówczesnymi koloniami brytyjskimi na kontynencie australijskim. Początkowo rozmowy toczyły się na szczeblu rządów autonomicznych kolonii, jednak w decydującej fazie, przypadającej na lata 1897-1898, prace przeniesiono na forum pochodzącej z wyborów bezpośrednich konstytuanty, której członkowie na bieżąco składali relacje z prac poszczególnym parlamentom kolonialnym.
W latach 1898–1900 odbyły się referenda nad tekstem konstytucji, faktycznie będące też głosowaniami nad warunkami przystąpienia kolonii do powstającego Związku. W pierwszej serii głosowań w roku 1898 tekst konstytucji decyzją większości wyborców przyjęły Tasmania, Australia Południowa i Wiktoria. W Nowej Południowej Walii niewielką przewagę mieli zwolennicy dokumentu, lecz nie został on przyjęty wskutek nieuzyskania wymaganej większości. W Queensland i Australii Zachodniej głosowania w ogóle nie przeprowadzono. Po wprowadzeniu w projekcie pewnych zmian, w latach 1899-1900 przeprowadzono ponowne referenda. Tym razem odbyły się one we wszystkich koloniach i wszystkie wyraziły zgodę na przyjęcie ostatecznej wersji ustawy zasadniczej.
W 1900 parlament Wielkiej Brytanii przyjął ustawę o konstytucji Związku Australijskiego, na mocy której kolonie zostały oficjalnie połączone w Związek Australijski, została im nadana konstytucja o treści zgodnej z przegłosowaną w referendach, zaś cały Związek uzyskał w ramach Imperium Brytyjskiego status dominium. Związek został formalnie zainaugurowany 1 stycznia 1901 roku.

## Treść
Konstytucja Australii składa się ze 128 artykułów, zwanych sekcjami, zgrupowanych w ośmiu rozdziałach. Konstytucja nie posiada preambuły.

### Rozdział I – Parlament
Rozdział I przewiduje istnienie Parlamentu Australii, liczącego trzy izby: monarchę reprezentowanego przez gubernatora generalnego, Izbę Reprezentantów i Senat. Parlament posiada na szczeblu federalnym władzę ustawodawczą i jest najwyższym organem władzy państwowej. Do najważniejszych przepisów tego rozdziału należą:
- Każdy stan posiada w Senacie taką samą liczbę przedstawicieli. Dokładna liczba senatorów nie została sprecyzowana (historycznie zmieniała się od 6 senatorów z każdego stanu w chwili przyjęcia konstytucji do 12 obecnie[4]). Cała stanowa delegacja do Senatu wybierana jest w jednym okręgu wyborczym.
- Izba Reprezentantów powinna liczyć mniej więcej dwukrotnie więcej członków niż Senat (obecnie proporcja wynosi 76:150). Członkowie Izby wybierani są w jednomandatowych okręgach wyborczych. Miejsca w Izbie są dzielone między stany proporcjonalnie do ich ludności[3].
- Rozdział I zawiera też dwie listy dziedzin, w których Parlament Australii może stanowić prawo federalne. W sekcji 51 wymieniono obszary, gdzie może ustanawiać prawo równolegle z prawem stanowym. Sekcja 52 zawiera listę dziedzin, w których całość kompetencji została przeniesiona na szczebel federalny i stany nie mogą stanowić prawa regulującego te kwestie. Przyjmuje się natomiast, że jeśli jakaś dziedzina nie została wymieniona na żadnej z list, wówczas jej regulacja pozostaje wyłącznie w gestii stanów[3].

### Rozdział II – Władza wykonawcza
Zgodnie z rozdziałem II głównym organem władzy wykonawczej jest gubernator generalny, któremu doradza Federalna Rada Wykonawcza. Gubernator jest naczelnym dowódcą sił zbrojnych, ma prawo skracania kadencji parlamentu, powoływania i odwoływania wszystkich urzędników rządowych, a także wydawania aktów wykonawczych.
Podobnie jak w Wielkiej Brytanii praktyczne funkcjonowanie władzy wykonawczej opiera się głównie na prawie zwyczajowym, niepodlegającym kodyfikacji konstytucyjnej. Premier Australii nie jest organem konstytucyjnym, urząd ten w ogóle nie jest wymieniony w tekście, jednak w praktyce to właśnie premier, będący zarazem liderem większości parlamentarnej, jest zwierzchnikiem władzy wykonawczej, sterującym również decyzjami gubernatora generalnego.

### Rozdział III – Władza sądownicza
Rozdział III konstytuuje system sądownictwa federalnego, którego najwyższym organem czyni Sąd Najwyższy Australii. Wprowadza również zasadę, iż procesy przed sądami federalnymi powinny toczyć się z udziałem ławy przysięgłych.

### Rozdział IV – Handel
Ten rozdział dotyczy nie tylko kwestii stricte handlowych, ale całego obszaru finansów publicznych. Wśród najważniejszych przepisów są:
- Władze federalne mają wyłączność na nakładanie oraz pobór cła i akcyzy.
- Zakazane jest nakładanie ceł wewnętrznych i jakichkolwiek innych ograniczeń w handlu międzystanowym.
- Parlament federalny ma prawo przekazywania dotacji stanom wedle własnego uznania[3].

### Rozdział V – Stany
Rozdział V tworzy ramy dla systemu federalnego w Australii. Gwarantuje stanom prawo do zachowania wszystkich swoich praw, łącznie z konstytucjami, a także systemu politycznego, jaki obowiązywał w nich w czasach przed powstaniem Związku. Ustanawia jednakże zasadę, że jeśli ta sama kwestia została odmiennie uregulowana w prawie stanowym i prawie federalnym, czy mówiąc inaczej, jeśli między tymi porządkami prawnymi zachodzi sprzeczność, wówczas za wiążącą uważa się regulację federalną. W rozdziale tym wprowadza się również zasadę, iż stany mogą dobrowolnie przekazać część swojego terytorium władzom federalnym (tak powstały Terytorium Północne i Australijskie Terytorium Stołeczne). Stany nie mogą natomiast posiadać osobnych sił zbrojnych (jak miało to miejsce przed 1901 r.) ani opodatkowywać się nawzajem (żaden stan nie może być podatnikiem na terytorium innego stanu, nawet jeśli posiada tam własność).

### Rozdział VI – Nowe stany
Ten rozdział zawiera procedurę przyjmowania nowych stanów do Związku, która jak dotąd nigdy nie została zastosowana. Przewiduje także, iż parlament może przyjąć do własnego grona przedstawicieli terytoriów federalnych. Zmiana granic stanów jest możliwa wyłącznie za zgodą parlamentów tych stanów, a także za wyrażoną w referendum zgodą ich mieszkańców.

### Rozdział VII – Różne
W tym rozdziale swój prawny wyraz znalazł kompromis między dwoma najliczniej zamieszkanymi stanami w sprawie stolicy federalnej. Ustalono, że znajdzie się ona na obszarze Nowej Południowej Walii, choć będzie wyłączona spod jurysdykcji tego stanu jako terytorium federalne, zaś jej odległość od Sydney nie będzie mniejsza niż 100 mil. Rozdział VII daje też gubernatorowi generalnemu prawo mianowania swoich zastępców, choć w praktyce jest to martwy przepis, gdyż zwyczajowo w razie potrzeby gubernatora generalnego zastępuje najdłużej urzędujący spośród gubernatorów stanowych. Do roku 1967 w tym rozdziale znajdował się też przepis, obecnie już uchylony, zakazujący wliczania Aborygenów do spisów powszechnych, co było jednym z najbardziej jaskrawych przykładów ich prawnej dyskryminacji.

### Rozdział VIII – Zmiany konstytucji
Cały tekst konstytucji Australii podlega jednakowej ochronie, wobec wszystkich sekcji obowiązuje taka sama procedura wprowadzania zmian. Składa się ona z dwóch etapów. Najpierw zmiana musi zostać uchwalona przez parlament, przy czym wymagane jest uzyskanie bezwzględnej większości w obu izbach. Następnie zmiana musi zostać poddana referendum, w którym wymagana jest tzw. podwójna większość:
- większość uzyskana wśród wszystkich głosujących w całym kraju
- większość w głosowaniu stanów, gdzie każdy stan ma jeden głos, zgodny z wynikiem referendum wśród jego mieszkańców[3]

## Zmiany
W historii Australii łącznie poddano pod głosowanie czterdzieści cztery propozycje zmian w konstytucji federalnej (przy czym wielokrotnie głosowano po kilka w czasie jednego referendum). Wymaganą podwójną większość uzyskało osiem zmian, pierwsza w roku 1906, a ostatnie trzy w 1977 roku. Za najważniejszą spośród nich uważa się zmianę z 1967, która usunęła z konstytucji przepis dyskryminujący Aborygenów. W 1999 odbyło się referendum w sprawie najbardziej radykalnej propozycji zmian, polegającej na likwidacji unii personalnej z Wielką Brytanią i wprowadzeniu wybieranego przez parlament prezydenta. Po bardzo zaciętej kampanii przedreferendalnej, pomysł ten nie uzyskał wymaganej większości.

## Inne akty o mocy konstytucyjnej
Poza samym tekstem konstytucji, za akty o mocy konstytucyjnej uważa się dwie ustawy regulujące stosunek Australii do Wielkiej Brytanii, w praktyce rozluźniające więzy między Australią a jej dawną metropolią kolonialną. Są to ustawa ratyfikacyjna statutu westminsterskiego z 1942 roku (z mocą retroaktywną od września 1939) oraz tzw. ustawa o Australii z 1986 roku. Niekiedy podobny status nadaje się także proklamacji królowej Wiktorii z 1900, formalnie tworzącej Związek Australijski, oraz patentowi królowej Elżbiety II z 2008, formalizującemu niektóre kwestie związane z urzędem gubernatora generalnego.